# Вторжение США и их союзников в Ирак (2003)
Вторжение США и их союзников в Ирак, официально: «Операция „Свобода Ирака“», изначально «Шок и трепет» — военная операция США и её стран-союзников против Ирака, предпринятая в 2003 году с целью свержения режима Саддама Хусейна. Военные действия против иракской армии начались 20 марта и закончились 9 апреля, когда американские войска заняли столицу Ирака город Багдад.
1 мая президент США Джордж Буш-младший объявил об окончании активных боевых действий.
Официальным поводом к началу военных действий была заявлена США связь режима с международным терроризмом, в частности, движением «Аль-Каида», а также поиск и уничтожение оружия массового поражения. Проверки в октябре 2004 года не обнаружили наличия в Ираке ОМП. Саддам Хуссейн планировал террористические атаки против США, а после войны были найдены снаряды химического оружия, изготовленные в период до 1991 года, и фабрики по его производству, которые Саддам Хуссейн должен был ликвидировать после 1991 года.
Высказывались также мнения, что одной из целей вторжения было получение контроля над иракской нефтью.
Операция не была одобрена ООН и вызвала недовольство в международном сообществе.

## Предыстория
Накануне вторжения официальная позиция США заключалась в том, что Ирак занимается разработкой оружия массового поражения (в частности, закупка Ираком алюминиевых трубок была представлена как доказательство разработки центрифуг для обогащения урана и атомного оружия), и что необходимо разоружить Ирак силовым путём.
30 января 2002 года президент США Джордж Буш в своем обращении к нации впервые употребил выражение «ось зла», включающую Ирак, Иран и КНДР.
В феврале 2002 года государственный секретарь США Колин Пауэлл впервые заявил о возможной «смене режима» в Ираке.
12 сентября 2002 года Джордж Буш, выступая на Генеральной Ассамблее ООН, заявил о «серьёзной опасности» со стороны президента Ирака Саддама Хусейна и о том, что если он откажется выполнять требования ООН по разоружению, то военная акция станет неизбежной.
17 октября 2002 года Джордж Буш подписал резолюцию Конгресса США, разрешающую использование военной силы против Ирака.
28 января 2003 года в обращении к нации Джордж Буш пообещал предоставить доказательства того, что Ирак скрывает оружие массового поражения и предложил возглавить антииракскую коалицию в случае военного конфликта.
Резолюция Совета Безопасности ООН № 1441 от 8 ноября 2002 года могла интерпретироваться как оправдывающая применение силы в случае несоблюдения Ираком взятых обязательств по международным инспекциям объектов на его территории. Этим она удовлетворяла США. Однако такие постоянные члены Совета Безопасности ООН как Франция и Россия считали, что для начала военных действий требуется принятие специальной второй резолюции об этом. США же были не согласны с таким подходом.
В странах Европы власти практически повсеместно придерживались мнения, что вторжение в Ирак может осуществляться только с санкции Совета Безопасности ООН. Однако в позиции Великобритании уже на раннем этапе были отличия от позиции других европейских государств: Великобритания не только на словах поддерживала США, но и выражала готовность участвовать в военных действиях. Тем не менее, в октябре 2001 года премьер-министр Великобритании Тони Блэр заявил, что перед тем, как направить войска в Ирак, необходимо быть полностью уверенными в том, что Ирак сотрудничает с «Аль-Каидой». Затем он ясно давал понять, что главной задачей должно быть именно уничтожение оружия массового поражения, а не смена режима в Ираке. Дебаты вокруг вопроса о предстоящей войне с Ираком стали причиной серьёзного раскола среди британских политиков, в том числе и внутри правившей в Великобритании Лейбористской партии.

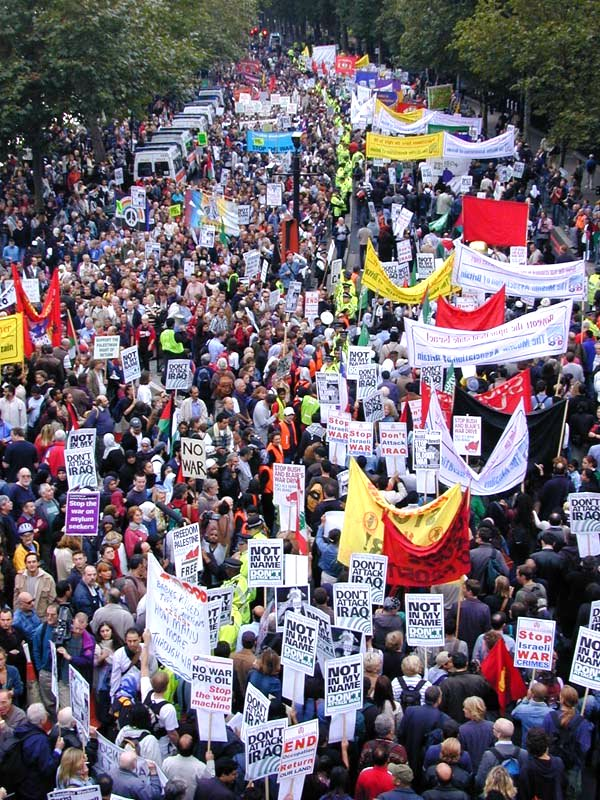
Демонстрация протеста в Лондоне в сентябре 2002 года против готовящегося вторжения в Ирак

Два американо-британо-испанских проекта резолюции Совета Безопасности ООН, разрешавшие применение силы в отношении Ирака, первый из которых был внесён 24 февраля 2003 года, не были приняты. В этих проектах Саддаму Хусейну объявлялся ультиматум сроком до 17 марта 2003 года.
14 марта 2003 года Великобритания официально представила новый проект резолюции, который увеличивал сроки ультиматума на десять дней, до 27 марта. Эта резолюция также не была принята, и такие постоянные члены Совета Безопасности как Россия, Франция и КНР заявили, что будут блокировать любой проект резолюции, которая могла бы автоматически привести к развязыванию войны. Их поддержала и Германия.
За три недели до начала войны Палата общин парламента Великобритании 434 голосами против 124 приняла решение поддержать позицию Блэра, который намеревался оказать военную помощь США в проведении операции против Ирака. Однако этому предшествовал раскол в Лейбористской партии. Группа лейбористов во главе с бывшим министром культуры Крисом Смитом выразили несогласие с партийным руководством, считая, что причин для начала войны не имеется.
18 марта 2003 года палата общин парламента Великобритании вновь поддержала позицию правительства по иракскому вопросу, правда, с меньшим перевесом: 412 голосов «за» и 149 «против». Этому голосованию предшествовали девять с половиной часов бурных дебатов, в ходе которых Тони Блэр настаивал на том, что Саддам Хусейн станет силён «сверх всякой меры», если мировое сообщество не сможет его разоружить. Несогласные с этим лидер палаты общин Робин Кук, государственный министр (заместитель министра) министерства внутренних дел Джон Денхам и парламентский заместитель министра здравоохранения Филлип Хант ушли в отставку.
В 2016 году был опубликован отчёт специальной комиссии под председательством Джона Чилкота, созданной в 2009 году по инициативе тогдашнего британского правительства Гордона Брауна, в котором был сделан вывод о том, что решение Тони Блэра присоединиться к вторжению США в Ирак было неоправданным и «ненужным».
Утром 20 марта 2003 года истекал срок ультиматума, предъявленного США Саддаму Хусейну. По его условиям к этому времени Саддам Хусейн должен был уйти в отставку и вместе со своими сыновьями покинуть страну.

## Силы сторон

### Коалиция

Продвижение коалиционных сил по датам

Около 157 982 солдат и офицеров из США, 45 000 британских военнослужащих, 2000 австралийских солдат и 194 польских бойцов из спецотряда «Гром» были отправлены в Кувейт для вторжения.
Силы вторжения также поддерживались курдской милицией (пешмерга), численность которой составляла более 70 тыс. человек. На последних этапах вторжения 620 военнослужащих Иракского национального конгресса оппозиционной властям Ирака было развёрнуто в южном Ираке.
Центральное командование ВС США, комментируя сообщения командующего ВВС, указало, что по состоянию на 30 апреля 2003 года, в операции «Иракская свобода»[уточнить] было развёрнуто 466 985 военнослужащих ВС США. В это число входит 54 955 ВВС, 2084 Резерв ВВС, 7207 ВВС Национальной гвардии, 74 405 КМП, 9501 Резерв КМП, 61 296 ВМС (из них 681 из Береговой охраны), 2056 Резерв ВМС, 10 683 Резерв СВ, 8 866 Армия Национальной гвардии.
Ударные силы
| Род войск             | Численность |
| --------------------- | ----------- |
| Сухопутные войска     | 78 490      |
| Военно-морские силы   | 2 315       |
| Военно-воздушные силы | 7 559       |
| Корпус морской пехоты | 20 600      |
| Всего                 | 108 964     |

Резерв
| Резервное формирование     | Численность |
| -------------------------- | ----------- |
| Армия Национальной гвардии | 34 662      |
| ВВС Национальной гвардии   | 447         |
| Резерв СВ                  | 10 320      |
| Резерв ВВС                 | 665         |
| Резерв ВМС                 | 660         |
| Резерв КМП                 | 2 274       |
| Всего                      | 49 018      |

Планы по открытию второго фронта на севере были сорваны из-за отказа Турции в использовании своей территории для этих целей. В ответ на решение Турции, США сбросили несколько тысяч десантников из 173-й воздушно-десантной бригады в северный Ирак, что значительно меньше, чем 15-тысячная 4-я пехотная дивизия, которую первоначально планировалось использовать для открытия северного фронта.

### Ирак
Регулярная армия Ирака к началу марта насчитывала 375 000 солдат и около 650 000 резервистов, то есть 24 дивизии и 7 армейских корпусов. 2 корпуса дислоцировались на севере Ирака, блокируя соединения курдов, 1 — на границе с Ираном и лишь 1 — на предполагаемом фронте против американцев, в районе Басры. Остальные силы командование держало под Багдадом. Помимо этого, было 5000 единиц бронетехники, 300 самолётов и 375 вертолётов.

## Военные действия

### Подготовка
Приказ о начале военных действий президент Джордж Буш-младший отдал 19 марта. Командовал экспедиционными силами генерал Томми Фрэнкс. 20 марта 2003 в 05:33 утра по местному времени, через полтора часа после истечения 48-часового ультиматума, в Багдаде прогремели первые взрывы. 

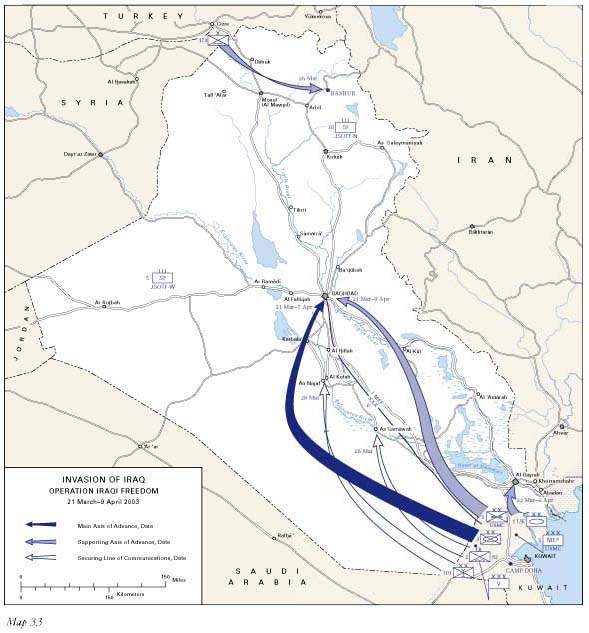
Боевые действия 21 марта — 9 апреля

 Через 45 минут президент США Джордж Буш-младший объявил в прямом эфире, что по его приказу войска коалиции перешли границу Ирака:
Дорогие сограждане! По моему приказу войска коалиции начали наносить удары по объектам военного значения с целью подорвать способность Саддама Хусейна вести войну. Это лишь начало широкой и мощной кампании. Более 35 государств предоставляют нам значительную поддержку.

Я обращаюсь ко всем мужчинам и женщинам в армии Соединённых Штатов, которые находятся сейчас на Ближнем Востоке. От вас зависит мир, на вас возлагаются надежды угнетённого народа! Эти надежды не будут тщетными. Враг, с которым вы боретесь, скоро познает на себе, насколько вы храбры и мужественны. Кампания на территории, сравнимой по величине с Калифорнией, может оказаться более долговременной и сложной, чем предсказывали ранее. Военные вернутся домой не раньше, чем миссия будет выполнена. Мы отстоим нашу свободу. Мы принесём свободу другим. И мы победим.
С пяти кораблей были выпущены 40 «Томагавков», достигшие целей через 2 минуты после сигналов противовоздушной обороны в Ираке. Вторжение началось массированной подготовительной бомбардировкой Багдада, Мосула и Киркука бомбардировщиками и штурмовиками A-10, B-52, F-16 и «Харриер» для нарушения работы военной инфраструктуры. 11 B-52 вылетели в район боевых действий с базы ВВС Великобритании Фэйрфорд в Глостершире.
За несколько недель до первых налётов приказом Саддама Хусейна страна была разделена на 4 военных округа: Северный (в районе Киркука и Мосула), Южный со штабом в Басре, Евфратский, которому предстояло принять основной удар американцев, и Багдадский, к которому приписывалась президентская гвардия. Из специальных контрмер и военных хитростей по окончании операции эксперты Пентагона зафиксировали всего одну, которая применялась ещё во время войны НАТО против Югославии. Ирак закупил макеты танков в натуральном масштабе и буксировочные системы, способные имитировать их ход, в результате чего нет данных о подбитых иракских бронемашинах. В то же время после войны в неизвестном направлении исчезли элитные гвардейские танковые дивизии «Медина» и «Хаммурапи», дислоцировавшиеся в Багдаде.
В американской бронетехнике акцент был сделан на танк M1 «Абрамс», принятый на вооружение в начале 1980-х. В ходе операции применялись «Томагавки» образца 2003 г., которые могли быть запрограммированы одновременно на 15 целей и транслировать их изображение на командный пункт. Помимо этого, были использованы авиабомбы GBU-24 массой 900 кг для уничтожения подземных хранилищ. Оболочка бомб из особого никеле-кобальтового сплава могла пробивать бетон толщиной 11 м, а зажигательный снаряд создавал горящее облако температурой более 500 ºС. 20 марта Хусейн обратился к своим приверженцам по каналу «Аль-Джазира», ставшему главным информагентством Багдада. Хусейн в своём выступлении по иракскому телевидению заявил следующее:
Нам дано право победить, и Аллах дарует нам победу! Нападение Америки — это преступление против Ирака и всего мира. Все жители Ирака и те, кто сочувствует нашей нации, искупают грехи. Это долг всех порядочных людей — сделать все, чтобы защитить свою нацию, свои ценности, и все, что свято. Мы должны помнить о том, что нам говорил Аллах, и о том, что запланировано. По воле Аллаха все достойные люди внесут свой вклад в развитие человечества, и все мы будем победителями. И вы будете солнцем вашей нации, и ваш враг будет унижен по воле Аллаха. Берите мечи в руки и идите на врага! Враг подбирается быстро, и он использует такие методы войны, что его можно остановить только оружием. Пусть грозы уйдут до тех пор, пока не появится Аллах. Держите огонь зажженным. Возьмитесь за мечи! Никто не победит, если у него не будет храбрости, все по воле Аллаха. Те, кто призывают к злу в этом мире! Вы переоцениваете свои возможности, вы называете это честной борьбой, но это позор, преступление против человечества. Мы взываем от имени народа Ирака, командования нашей страны и всего человечества. Остановитесь! Мы победим своего врага, и у него не останется надежды. Ими движет преступное желание, и они будут побеждены. Они слишком далеко зашли в несправедливости и зле. А мы любим мир, и Ирак победит, и с Ираком вместе победит все человечество. И зло будет побеждено своим же собственным оружием. Американско-сионистский союз против человечества потерпит крах. Аллах всемогущ! Пусть живут все нации, дружественные нам, и справедливость восторжествует в этом мире. Да здравствует Ирак, да здравствует Палестина! Аллах всемогущ!

### Начало кампании
3-я пехотная дивизия (механизированная) 5-го армейского корпуса США двигалась на север к Насирии, чтобы далее через пустыню, параллельно Евфрату, идти на Багдад. Параллельно 1-я дивизия 1-го экспедиционного соединения морской пехоты США продвигалась к Насирии, чтобы затем через центр страны двигаться на северо-запад по автомагистрали Басра — Багдад, а британская 7-я бронетанковая бригада двигалась в междуречье Тигра и Евфрата также в сторону Багдада. 22 марта передовые британские части с ходу заняли нефтяные вышки в нескольких километрах к северо-западу от Басры. Под Умм-Касром задержались части британской 3-й бригады специального назначения, несколько британских танковых батальонов и 2 подразделения американского 15-го экспедиционного отряда морской пехоты (15th Marine Expeditionary Unit). 1-я дивизия морской пехоты прошла с боями через нефтеносную провинцию Румайла и двинулась на север через Насирию к Куту. Этот город, населённый преимущественно шиитами, имеет важное стратегическое значение, являясь местом пересечения главных магистралей юга страны. Также, неподалёку от города расположен военный аэродром Талиль. 3-я пехотная дивизия США рассеяла войска, защищавшие аэродром, и двинулась на запад в обход Насирии. Окружив Насирию, 23 марта 2-я экспедиционная бригада морской пехоты и силы спецназа начали штурм города. В ночь с 24 на 25 марта через Насирию прошли части 1-й дивизии морской пехоты США. Захватив аэродром Талиль, американцы получили важную базу в южном Ираке. Через аэродром Талиль коалиционные войска получили возможность быстрого пополнения.
27—28 марта сильная песчаная буря замедлила продвижение американских войск. Тем временем 3-я пехотная дивизия вела бои в пригородах Наджафа и Куфы. Особенно ожесточенное сопротивление американцам оказала группа иракских войск, сконцентрировавшаяся в пригороде Куфы — Кифле. После поражения иракцев, американские войска поехали на север к Кербеле.

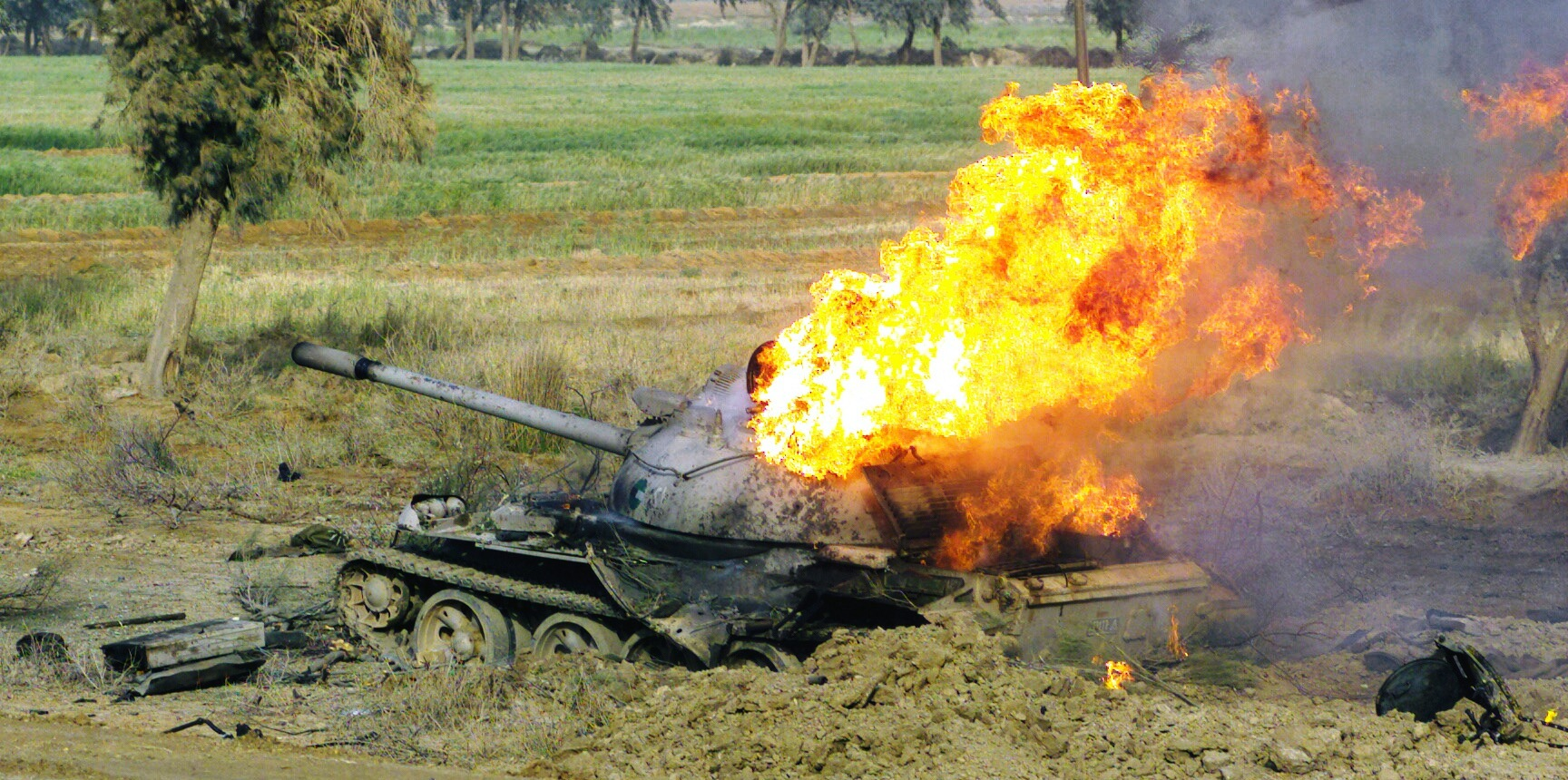
Горящий иракский танк Т-54 в пригородах Кербелы

На юге британская 7-я бронетанковая бригада прокладывала себе путь ко второму по величине иракскому городу — Басре, начав сражение за Басру. 27 марта в западных окрестностях города развернулось танковое сражение, в ходе которого иракские войска потеряли 14 танков. 6 апреля британцы вошли в Басру. При этом, над центральной частью города, недоступной для танков, контроль устанавливал парашютный десант. 9 апреля части британской 7-й бронетанковой бригады двинулись на север к городу Эль-Амара.
Первая продолжительная пауза в наступлении началась в окрестностях Кербелы, где американские силы встретили ожесточенное сопротивление иракцев.
30 марта — 4 апреля 2003 года имело место сражение за город Самава. Шедшие в авангарде коалиционных сил 2-я бригада 82-й воздушно-десантной дивизии и 2-70-й танковый и 1-41-й пехотный батальоны американской 1-й бронетанковой дивизии осадили город, отрезав иракский гарнизон в Кербеле от основных сил.
101-я воздушно-десантная дивизия блокировала Наджаф, вынудив основную часть иракских войск покинуть город в ночь на 5 апреля, которые отправились в сторону Кербелы. 5 апреля стал переломным днём всей кампании, после которого сопротивление иракских войск стало затухать.
На 8 апреля иракские войска, частично или полностью, удерживали города Наджаф, Кут, Дивания и ряд небольших городов на юге страны. Утром войска коалиции заняли Кербелу, иракские войска прекратили сопротивление и смешались с местными жителями. Поступали сведения о падении гарнизона в Хиндии, расположенного недалеко от Кербелы. Продолжались бои за Басру силами 7-й бронетанковой бригады, 16-й десантно-штурмовой бригады и 3-й бригады специального назначения Великобритании. Начато формирование новой администрации Ирака.

### Штурм Багдада
Первоначальные планы предполагали окружение Багдада со всех сторон, оттеснение иракских войск к центру города и артиллерийский обстрел. От этого плана отказались, когда стало ясно, что основная часть багдадского гарнизона уже разгромлена в южных пригородах.
4 апреля 3-я пехотная дивизия вышла на окраины Багдада. Предварительно, части дивизии обошли Кербелу, где засели иракские войска и проехали 140 км до столицы страны. 3-я пехотная дивизия США стала первым союзным формированием, вступившим в иракскую столицу. Неожиданное появление в районе столицы, позволило 1-й бригаде 3-й пехотной дивизии взять с ходу Аэропорт имени Саддама Хусейна. В скором времени следом подтянулась 2-я бригада 3-й пехотной дивизии. На помощь им были переброшены подкрепления от 101-й воздушно-десантной дивизии в количестве 500 десантников, 80 ударных и транспортных вертолётов.
5 апреля части 1-й дивизии морской пехоты США подошли к району Джиср Дияла (Джисир) на юго-востоке столицы.
Утром 9 апреля американское командование потребовало капитуляции от иракских войск, в случае отказа последовал бы крупномасштабный штурм. Иракские власти отказались от дальнейшего сопротивления. В этот же день американские войска вошли в город, который можно считать датой падения Багдада.
К 10 апреля 3-я пехотная дивизия и 1-я дивизия морской пехоты подавили сопротивление иракских ВС в городе. Под контроль 1-й дивизии морской пехоты перешла авиабаза Рашид и международный аэропорт.

### Продолжение кампании
10 и 11 апреля курдами, при поддержке 173-й воздушно-десантной бригады, были взяты другие крупнейшие города Ирака — Киркук и Мосул. В районе Хиллы 101-я воздушно-десантная дивизия продолжала бои в городе.
Республиканская гвардия продолжала оказывать сопротивление в городах Эль-Кут и Тикрит.
11 апреля в налётах приняли участие 13 стратегических бомбардировщиков, в том числе, 9 B-52H с авиабазы на архипелаге Чагос в Индийском океане, три B-1B с авиабазы Марказ-Тамарид в Омане и 1 B-52H с авиабазы Фэрфорд на Британских островах. Всего в налётах приняло участие 280 палубников ВМС США с акватории Персидского залива и Средиземного моря и не более 90 самолётов ВВС США и Великобритании. Осуществлялось это при поддержке шести самолётов с системой АВАКС, таких как E-3A базировавшихся на авиабазе Конья в Турции и четыре E-3, взлетавших с авиабазы Эль-Хардж в Саудовской Аравии.
Курдская милиция совместно с американскими десантниками заняла Мосул, приняв капитуляцию 5-го корпуса иракских ВС. На 8-е число, таким образом, было занято 60 % Ирака. Сопротивление продолжалось в отдельных крупных городах окружённых коалиционными войсками.
10 апреля Киркук перешёл под контроль курдов. Продолжалось движение союзных войск в сторону г. Тикрит. В Багдаде началось массовое мародёрство из-за возникшего безвластия. Американские войска не контролировали город ночью.
Суммарные потери иракцев составили на 10 число 3000 убитых, 7300 раненых, 256 танков, 307 единиц полевой артиллерии и миномётов, 47 единиц зенитной артиллерии, 7 единиц ЗРК.
Великобритания приступила к сокращению численности своего контингента на ТВД, путём вывода части флота в виде авианосца «Арк-Ройял» и двух фрегатов.
12 апреля начали сокращение флота и ВМС США, выведя АУГ во главе с авианосцем «Линкольн».
12 апреля обратно к Эль-Куту, мимо которого союзники прошли во время марш-броска к Багдаду, двинулись отборные подразделения 1-й дивизии морской пехоты. Весь конец апреля американцы занимали оставленные города. 1 мая Джордж Буш подвёл итог войне. Численность гарнизонов была увеличена другими странами-членами НАТО и некоторыми другими государствами.
Формально Багдад был оккупирован, но уличные бои продолжались. Американцы на ночь отходили в район аэропорта и ночью над городом властвовали мародёры. Жители, недовольные Саддамом Хусейном, приветствовали коалиционные войска. Сам Хусейн скрылся со своими помощниками. Захват Багдада послужил началом к массовому насилию в стране, когда некоторые крупные города фактически объявляли друг другу войну за превосходство в регионе.
Генерал Фрэнкс принял на себя управление Ираком как главнокомандующий оккупационными силами. После своей отставки в мае в интервью журналу Defense Week он опроверг слухи о том, что американцы подкупали руководство иракской армии, чтобы они сдавались без боя.

### Итоги
Коалиционные войска с небольшими потерями установили контроль над крупнейшими городами страны всего за 21 день, встречая серьёзное сопротивление лишь в нескольких местах.
По официальным данным военного командования сил антииракской коалиции, опубликованным в открытой печати непосредственно после завершения военной операции в Ираке, потери коалиционных сил составляли 156 военнослужащих убитыми (125 военнослужащих США и 31 военнослужащий Великобритании); были потеряны 5 самолётов и 8 вертолётов, ещё 5 вертолётов получили повреждения. Кроме того, были потеряны по меньшей мере два беспилотных летательных аппарата (один «Предэйтор» США и один «Феникс» Великобритании).
Вооружённая устаревшей техникой, иракская армия не могла противостоять хорошо оснащённым американским и британским войскам. Огромную роль в войне сыграла авиация. Самолёты и вертолёты США и Великобритании господствовали в иракском небе, что позволило максимально ускорить продвижение войск к Багдаду и сократить потери.
В иракской же армии царил хаос. Командование либо бежало, либо сдавалось противнику. Бо́льшая часть личного состава покидала свои позиции при приближении коалиционных сил, многие сдавались без боя (всего в плен попало более 7 тысяч иракских солдат, что, впрочем, гораздо меньше, чем в войне 1991 года). Таким образом, с численным превосходством в полтора раза иракская армия за 3 недели была полностью разгромлена, понеся бо́льшие потери, нежели войска союзников. В частности, она потеряла 847 танков и 777 бронетранспортёров и боевых машин пехоты.
Война в Ираке имела катастрофические последствия для мировой археологии и культуры. Повреждены или уничтожены были десятки памятников древнейших цивилизаций Шумера и Вавилона. По оценке Министерства туризма и древностей Ирака, в 2003—2004 гг. из страны было вывезено 130 тыс. культурно-исторических ценностей (при этом 90 тыс. принадлежащих Ираку археологических артефактов оказались в США); с тех пор вернуть удалось лишь 10 %.
В ходе вторжения США разгромили иракскую армию и свергли режим С. Хуссейна, постепенно сформировав лояльную им администрацию. Однако окончательный контроль на территорией Ирака установлен не был. Ответом на вторжение стал резкий всплеск исламского радикализма. Террористические акты, обстрелы и нападения, насилие стали повседневным явлением в Ираке.

## Высокоточное оружие
Военная операция против Ирака была превращена в полигон отработки высокоточного оружия (ВТО) в боевых условиях. Испытывались также комплексы управления формированиями и системы управления платформ носителей крылатых ракет воздушного и морского базирования (КРВБ/КРМБ), таких как истребители-бомбардировщики, ударные вертолёты, надводные ракетные корабли и многоцелевые атомные подводные лодки. В докладе штаба ВВС под названием Operation Iraki Freedom — By the Numbers было заявлено, что был испытан весь арсенал ВТО ВС США. Из них впервые были применены:
- CBU-105 WCMD SFW (контейнерные, корректируемые по ветровому отклонению, с сенсорным взрывателем);
- CBU-107 WCMD (контейнерные, корректируемые по ветровому отклонению);
- AGM-86D CALCM (КРВБ с проникающей БГЧ по заглубленным целям);
- Storm Shadow (Великобритания) (КРВБ с «проникающей» БГЧ);
- JDAM (Joint Direct Attack Munition) (высокоточные авиационные бомбы). Боеприпасы JDAM применялись палубными самолётами F-14D; бомбы Мark 82 — бомбардировщиками B-2.

Прочие управляемые боеприпасы:
- AGM-84 SLAM-ER (Stand-off Land Attack Missile, Expanded Responce) — универсальные КР морского и воздушного базирования. Является вариантом корабельной ПКР «Гарпун» 1977 года. Производится в варианте AGM-84E/H. Инфракрасный сенсор боевой головной части (БГЧ) расширил возможности исходной модели. Вариант Е включал INS/GPS на среднем участке полёта и телекамера на конечном участке. Вариант Н обладал системой наведения IIR/INS/GPS (IIR — инфракрасный сенсор в БГЧ). Может поражать подвижные цели вроде БРСД. Снаряжается боеголовкой в титановой оболочке WDU-40/B весом 227 кг, которая снаряжается взрывчатым веществом (ВВ) PBХС-129, взрывателем Raymond FMU-155/B c программируемой задержкой времени подрыва боезаряда.
- BGM-109 Tomahawk TLAM (Tactical Land Attack Missile) — универсальная КРВБ/КРМБ. На вооружении с 1986. Имеет четыре варианта A/B/C/D. А — ядерный вариант, на практике не используется. В — противокорабельная (ПКР) морского базирования. С — КР против наземных целей с унитарной БГЧ. D — против наземных целей с кассетной БГЧ. В кассете 166 суббоезарядов.
- AGM-130 — универсальная КРВБ с системами самонаведения.
- AGM-86C/D CALCM (Conventional Air-Launched Cruise Missile) — КРВБ. Создана путём конверсии ядерных КР. Снаряжается фугасно-осколочной БГЧ весом 900 кг (блок 0) и 1350 кг (блок I). В последнем варианте имеет наведение по GPS с дальностью 1100 км. Имеется также вариант Блок II с усовершенствованной унитарной «проникающей» БГЧ AUP-3 (AUP — Advanced Unitary Penetrator Kinetic Energy Warhead) созданной для поражения бункеров и заглубленных объектов; вес БГЧ в титановой оболочке — 550 кг.
- AGM-114 Hellfire — ракета класса «воздух-поверхность», с полуактивным лазерным или активным радиолокационным наведением (воплощающим принцип «выстрелил и забыл»). Ракетой оснащались вертолёты типа AH-64, OH-58, AH-1.
- BGM-71 TOW — противотанковая управляемая ракета с управлением по проводам. Устанавливается на наземную технику типа HMMWV, M1134, Bradley, вертолёты типа Lynx и AH-1.
- M712 Copperhead — 155-мм противотанковый управляемый реактивный снаряд с лазерным наведением для ствольной артиллерии типа M109, M198.
- MGM-140 ATACMS — оперативно-тактическая ракета с инерциальным наведением. Было выпущено 450 ракет[70].
- 155-мм снаряды M898 c самоприцеливающимися суббоеприпасами SADARM[71].

## Критика
Противники военного вторжения критиковали это решение, озвучивали человеческие потери, поднимали вопрос о доказательствах, оправдывающих войну, выступали за продолжение дипломатических переговоров, утверждали, что у США есть более важные приоритеты (Афганистан и Северная Корея), предупреждали, что развязывание войны дестабилизирует ситуацию на мусульманском Востоке.

### Обоснование на основе фальсифицированных данных
Наличие у Ирака оружия массового поражения было одним из основных поводов для начала военной операции, однако консультативный совет при президенте США провёл повторную проверку данных об «урановой сделке», предоставленных США экспертам МАГАТЭ, и официально объявил их «ошибочными». Доказательств существования ядерной программы в Ираке найдено не было. Американский дипломат Джозеф Уилсон расследовал обвинение, что Ирак покупал уран для производства ядерного вооружения у Нигера, и доложил, что обвинение не содержит доказательств.
В 2002—2003 годах с публичной критикой заявлений администрации Буша выступил бывший военный инспектор Специальной комиссии ООН ЮНСКОМ Скотт Риттер. Он опровергал тезис о том, что Ирак обладает значительными запасами оружия массового поражения или производственными мощностями для его выпуска, утверждая, что правительства США и Великобритании использовали присутствие оружия массового уничтожения в Ираке в качестве политического предлога для войны.
Предполагаемые связи Ирака с «Аль-Каидой» также были под вопросом в ходе подготовки к войне и были дискредитированы в докладе американского сенатора Карла Левина от 21 октября 2004 года. Доклад Левина был подтверждён докладом инспектора Министерства обороны в апреле 2006 года. В этих докладах предполагается, что чиновники из администрации президента Буша-младшего, особенно бывший помощник министра обороны Дуглас Дж. Фейт манипулировали доказательствами с целью показать связи между «аль-Каидой» и Ираком.
При этом сам факт планирования Саддамом Хусейном террористических актов на территории США (самостоятельно, или в кооперации с «Аль-Каидой») и за их пределами несомненен.

### Отсутствие мандата ООН
Одним из главных вопросов в ходе подготовки к войне стало, одобрит ли Совет безопасности ООН военное вторжение в Ирак. Становилось всё более очевидным, что такое одобрение потребует значительных дополнительных инспекций. Многие критиковали эту меру как неразумную, аморальную и незаконную. Робин Кук, лидер Палаты общин и бывший секретарь по международным делам, ушёл из кабинета Тони Блэра в знак протеста против решения Великобритании пойти на вторжение без разрешения со стороны ООН. Кук заявил: «Я в принципе считаю, что неправильно прибегать к военным действиям без широкой международной поддержки. На деле я считаю, что создать прецедент для незаконных военных действий — против британских интересов». Также в отставку ушла старший юридический советник правительства Элизабет Уилмсхарст, заявив, что считает вторжение незаконным.
Генеральный секретарь ООН Кофи Аннан в сентябре 2004 года в интервью BBC заявил, что «с нашей точки зрения и с точки зрения Хартии, война была незаконной». Это немедленно вызвало резкую критику со стороны США. В результате в ежегодном докладе Аннана Генеральной Ассамблеи ООН других заявлений уже не было. Также данное обвинение отсутствовало в докладе Совета Безопасности ООН: «В связи с началом военных действий в Ираке в апреле 2003 года…» Совет Безопасности ООН принял почти 60 резолюций по Ираку и Кувейту после вторжения Ирака в Кувейт в 1990 году. Наиболее актуальной по этому вопросу является Резолюция № 678, принятая 29 ноября 1990 года. Она разрешает «государствам-членам, сотрудничающим с правительством Кувейта… использовать все необходимые средства» для (1) осуществления резолюции № 660 Совета Безопасности и других резолюций, призывающих к прекращению иракской оккупации Кувейта и вывода иракских сил с территории Кувейта, и (2) «восстановления международного мира и безопасности в этом районе».

### Дестабилизация региона
Министр иностранных дел Великобритании в 2007—2010 годах Дэвид Милибэнд в августе 2014 года признался, что вторжение США и их союзника Великобритании в 2003 году в Ирак способствовало дестабилизации ситуации в стране и привело к возникновению военной группировки ИГИЛ.
Бывший премьер-министр Великобритании Тони Блэр в своём интервью телеканалу CNN в октябре 2015 года принёс свои извинения за ошибки в войне и признал, что есть доля правды в том, что вторжение США и их союзников в 2003 году в Ирак стало одной из основных причин появления ИГИЛ.

## Международная реакция

### Санкции против коалиционных сил
- Швейцария запретила пролёт самолётов коалиционных сил, ввела лицензированную процедуру для расположившихся в Швейцарии компаний, которые намеревались вывозить в ведущие войну государства военное имущество, поскольку не исключалось, что это имущество будет использоваться в войне в Ираке[85].

Позиция Германии
Германия осудила вторжение на дипломатическом уровне, однако предоставила территорию для Американских Авиационных сил, а их спецслужбы передавали необходимую информацию американским спецслужбам.